# Хёрд, Дуглас
Ду́глас Ри́чард Хёрд, барон Хёрд Уэстуэлльский (англ. Douglas Richard Hurd, Baron Hurd of Westwell; род. 8 марта 1930 года) — британский политик, член консервативной партии, министр внутренних дел Великобритании в 1985—1989 годах и министр иностранных дел Великобритании в 1989—1995 годах.

## Биография
Родился в семье известного политика Энтони Хёрда, позже ставшего депутатом парламента и лордом. Его дед Перси Хёрд также был членом парламента. Учился в Твайфордской школе и Итонском колледже. Он был также капитаном школы (старший мальчик). С июля 1948 года проходил службу в армии, с ноября 1948 — в школе офицеров, с марта 1949 — младший лейтенант. В сентябре 1949 года демобилизовался. С осени 1949 учился в кембриджском Тринити-колледже (окончил в 1952 году). Тогда же заинтересовался политикой и стал активным членом Консервативной партии, возглавлял Консервативную ассоциацию Кембриджского университета.
С 1952 по 1966 год на дипломатической работе, работал в КНР, США и Италии.
В 1966 году стал личным секретарём Эдварда Хита, будущего премьер-министра. В 1974 году был впервые избран в Палату общин от округа Мид-Оксфордшир. С 1983 до ухода на пенсию в 1997 году года представлял округ Уитни (также Оксфордшир).
После победы консерваторов на всеобщих выборах 1979 года был назначен государственным министром в министерстве иностранных дел и по делам Содружества и оставался на этом посту в течение всего срока полномочий парламента. После выборов 1983 года премьер-министр Маргарет Тэтчер перевела его в министерство внутренних дел, но чуть более года спустя он был повышен до ранга члена кабинета, став министром по делам Северной Ирландии. На этом посту его дипломатические навыки подготовили почву для подписания англо-ирландского соглашения о будущем Северной Ирландии, которое ознаменовало поворотный момент в британо-ирландском сотрудничестве по политической ситуации в проблемном регионе. Однако за месяц до подписания соглашения Хёрд вернулся в министерство внутренних дел, на этот раз в качестве министра. Широко расценивался как «надежная пара рук» и лояльный член кабинета.
С 26 октября 1989 года — министр иностранных дел и по делам Содружества (сменил на этом посту Джона Мейджора.
В середине ноября 1990 года поддержал кандидатуру М. Тэтчер в качестве лидера Консервативной партии против претендента Майкла Хезелтайна, но после её выхода из второго тура голосования 22 ноября решил принять участие в выборах в качестве умеренного правоцентристского кандидата, используя свою репутацию успешного министра. Считался одним из лидеров по популярности в партии, после более харизматичного М. Хезелтайна и более умеренного Д. Мейджора. По итогу выборов занял третье место, выиграв 56 из 372 поданных голосов, и вместе с Хезелтайном признал поражение перед недобравшим всего 3 голоса до абсолютного большинства Д. Мейджором. После формирования нового кабинета был оставлен на должности министра иностранных дел.
На своём посту считался более проевропейски настроенным, чем его предшественники. В 1992 году подписал Маастрихтский договор о создании Евросоюза. Во время войны в Боснии считался одним из ведущих европейских политиков, выступавших против отправки военной помощи боснийцам и за сохранение эмбарго на поставки оружия вопреки линии, принятой президентом США Биллом Клинтоном, и утверждал, что такой шаг будет только неоправданно затягивать конфликт. также сопротивлялся решениям, позволяющим боснийским беженцам въезжать в Великобританию. Уже после ухода в отставку ездил в Сербию, где встречался с президентом С. Милошевичем от лица банка NatWest, что дало повод боснийскому правительству даже пригрозить предъявить ему обвинение в качестве соучастника геноцида перед военным трибуналом в Гааге, хотя это ни к чему не привело.
В 1995 году, во время кадровых перестановок в кабинете министров, которые рассматривались как создание команды консерваторов, которая будет участвовать в следующих выборах, ушёл в отставку.
После ухода в отставку оставался одним из ключевых сторонников Д. Мейджора в партии. После выборов 1997 года перестал быть членом Палаты общин.
С 13 июня 1997 года барон Хёрд Уэстуэлльский, что позволило ему заседать в Палате пэров (оставил пост 9 июня 2016 года). В феврале 1999 года вошёл в состав Королевской комиссии по реформе палаты лордов.
На выборах лидера консерваторов в 2005 году поддержал Д. Кэмерона, который и одержал победу.
В сентябре 1999 — феврале 2011 года был верховным управляющим Вестминстерского аббатства (что свидетельствует о его длительном активном членстве в англиканской церкви). Позже стал председателем комиссии, которая произвела обзор ролей и функций архиепископа Кентерберийского.
В 1995—1999 годах работал в руководстве банковской группы NatWest. Занимал ряд постов в общественных и коммерческих организациях, в 1998 году был председателем жюри Букеровской премии по художественной литературе. Имеет ряд почётных профессорских званий.
Свободно владеет китайским, французским и итальянским языками. Является покровителем проевропейского Европейского движения Великобритании.
Автор 8 политических триллеров и ещё 7 книг. В 2003 году вышли его мемуары.

## Личная жизнь
- 1-я жена (1960-1982) — Татьяна Эйр (развод фактически с 1976).
- 2-я жена (1982-2008) — Джуди Смарт (1949-2008, умерла от лейкемии), его бывший парламентский секретарь.
- Старший сын, Ник Хёрд[англ.], депутат парламента от КП с 2005 г., с 2010 —  на разных постах в кабинете министров Великобритании.
- Второй сын, Томас, на дипломатической работе, связан с секретной разведывательной службой МИД, MI6 и MI5.